# 安丰军
安丰军，南宋时设置的军。
绍兴十二年（1142年）置，治所在安丰县（今安徽省寿县西南），乾道三年（1167年）移治寿春县（今寿县）。属淮南西路。辖境相当今安徽省淮南的瓦埠湖、城东湖、城西湖、安丰塘及淠河流域。元朝至元十四年（1277年）改为安丰路。